# Cuítiva
Cuítiva è un comune della Colombia facente parte del dipartimento di Boyacá.
Il centro abitato venne fondato da Juan de San Martin nel 1550, mentre l'istituzione del comune è del 1801.